# Rees (Maharashtra)
Rees es una ciudad censal situada en el distrito de Raigad en el estado de Maharashtra (India). Su población es de 8632 habitantes (2011). Se encuentra  a 45 km de Bombay y a 90 km de Pune.

## Demografía
Según el censo de 2011 la población de Rees era de 8632 habitantes, de los cuales 2535 eran hombres y 2334 eran mujeres. Rees tiene una tasa media de alfabetización del 92,86%, superior a la media estatal del 82,34%: la alfabetización masculina es del 94,95%, y la alfabetización femenina del 90,55%.